# Pururavas

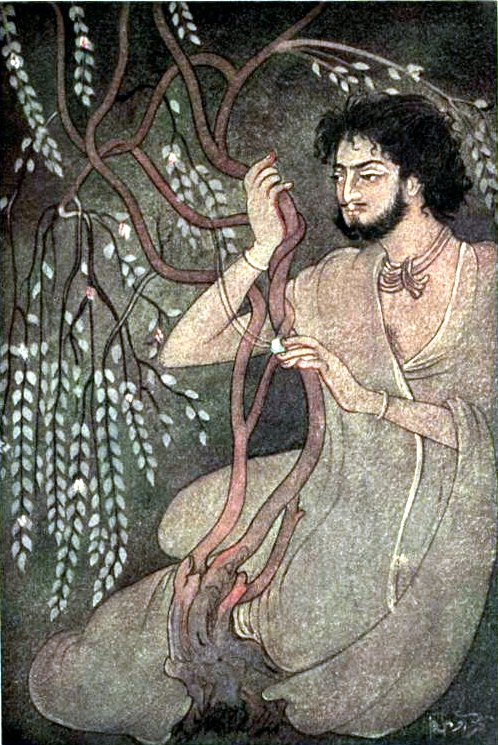
Pururavas, afbeelding uit boek uit 1914.

Pururavas was volgens de hindoeïstische mythologie de eerste koning van de Aila's, de nazaten van Ila, of de Maan-dynastie. Hij was de zoon van Ila en Boedha (Mercurius), de zoon van de maangod Soma. Pururavas was de stamvader van de Pururava's. Van hen stamden de Kaurava's en Pandava's af. 
Pururavas dankt zijn naam aan de berg Puru waarop hij geboren was.
In de Rigveda bestaat een liefdesverhaal tussen hem en de godin Urvashi (Usas, de godin van de dageraad). Zij leeft als een waternimf vier herfsten met hem samen, maar moet hem dan verlaten.
Volgens de Purana's regeerde Pururavas vanuit Pratisthana (Prayaga). Door zijn boetedoening verhief Brahma hem tot heerser van de wereld. Hij had zes tot acht zonen, daarover zijn de meningen verdeeld, waaronder: Ayu(s), Amavasu, Vishvayu, Shrutayu, S(h)atayu en Dridhayu. Nahusha, Yayati's vader, was de zoon van Ayu.
Vaivasvata Manu, Pururavas' grootvader van moederszijde, had tien zonen waaronder Ikshvaku. Ikshvaku was de eerste koning van de Zonne-dynastie. 